# Tubercithorax furcifer
Tubercithorax furcifer is een spinnensoort in de taxonomische indeling van de hangmatspinnen (Linyphiidae).
Het dier behoort tot het geslacht Tubercithorax. De wetenschappelijke naam van de soort werd voor het eerst geldig gepubliceerd in 1988 door Kirill Yuryevich Eskov.